# کانال دیجیتال
کانال دیجیتال (انگلیسی: Canal Digital) شرکت مخابرات نروژی است، که در سال ۱۹۹۷ تأسیس شد.